# Samnanger
Samnanger ist eine Kommune im norwegischen Fylke Vestland. Die Kommune liegt östlich von Bergen und hat 2491 Einwohner (Stand: 1. Januar 2025). Verwaltungssitz ist die Ortschaft Tysse.

## Geografie

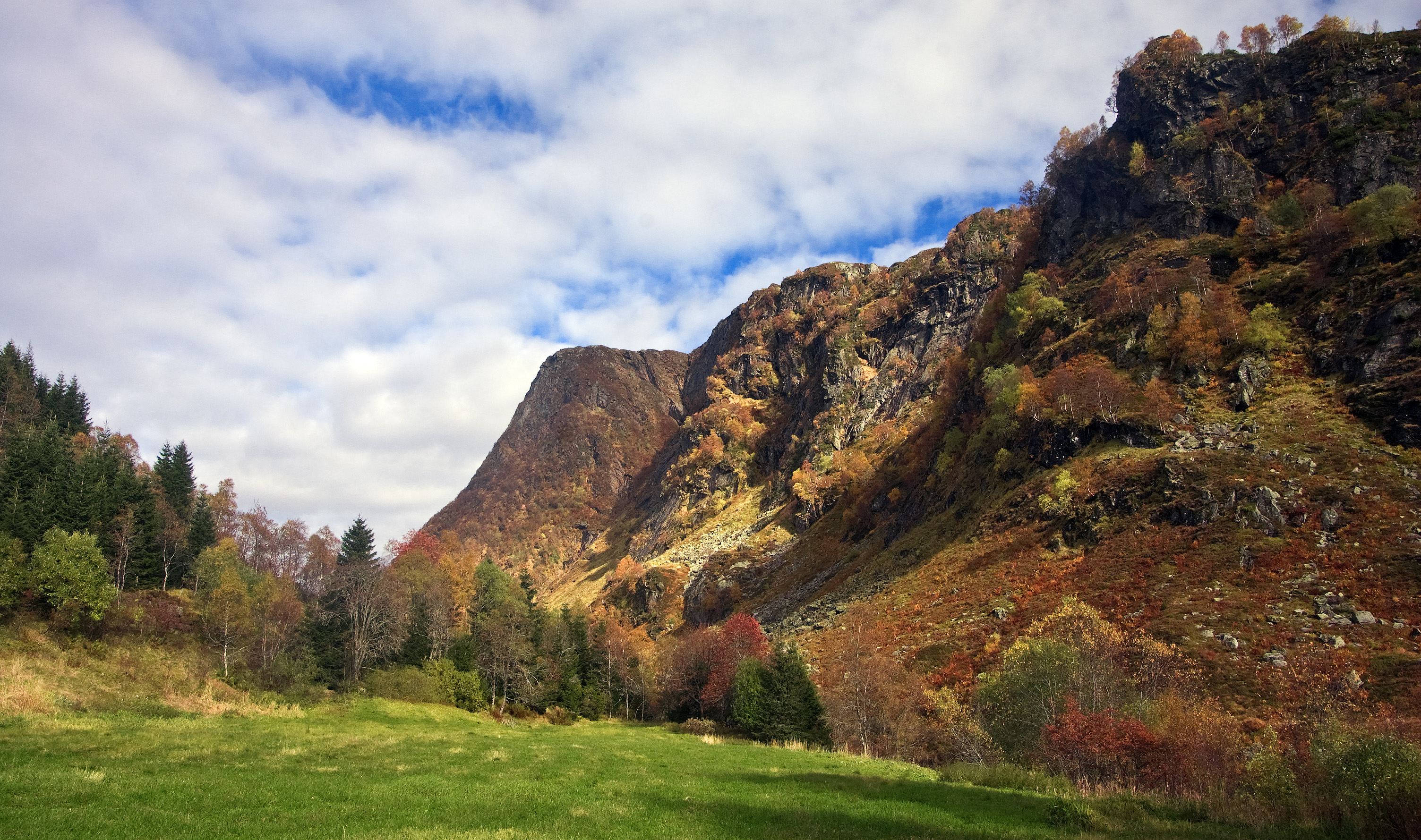
Kvitingen im Nordosten der Kommune

Samnanger liegt in Westnorwegen am Fjord Samnangerfjord, einem Seitenarm des Fjords Bjørnafjord. Der Samnangerfjord schneidet sich im Westen des Gemeindegebietes von Süden kommend in das Land ein. Die Kommune Samnanger grenzt an Vaksdal im Norden, an Kvam im Osten, an Bjørnafjorden im Süden und an Bergen im Westen. Am inneren Ostufer des Samnangerfjords liegen die Ortschaften Tysse und Haga. Bei Tysse mündet der Fluss Tysseelva in den Fjord. Er fließt vom etwas weiter östlich gelegenen See Frølandsvatnet ab. In den See münden von Norden kommend der Fluss Storelva und von Osten kommend die Frølandselva. Die Gesamtfläche der Kommune beträgt 269,06 km², wobei Binnengewässer zusammen 11,66 km² ausmachen.
Im Grenzgebiet der Kommune, also weiter vom Samnangerfjord entfernt, befinden sich die höchsten Berge. Das größte Tal ist das der Storelva, welches sich in den Nordosten der Kommune zieht. Dort liegen Seen wie das Kvitingsvatnet. Die Erhebung Tveitakvitingen auf der Südostgrenze zu Bjørnafjorden und Kvam stellt mit einer Höhe von 1299,15 moh. den höchsten Punkt der Kommune Samnanger dar. Samnanger gehört zu den niederschlagsreichsten Kommunen Norwegens. Im Vergleich zu der an der direkt an der Westküste gelegenen und als regenreich geltenden Stadt Bergen sind die Niederschlagsmengen höher. Grund dafür ist, dass es weiter im Landesinneren aufgrund der höheren Berge verstärkt zu Steigungsregen kommt.

## Einwohner
Die Einwohner Samnangers leben vor allem im inneren Fjordabschnitt des Samnangerfjords. Nach dem Ende des Zweiten Weltkriegs hielt sich die Einwohnerzahl weitgehend stabil. Haga ist der einzige sogenannte Tettsted, also die einzige Ansiedlung, die für statistische Zwecke als eine städtische Siedlung gewertet wird. Zum 1. Januar 2024 lebten dort 1057 Einwohner.
Die Einwohner der Gemeinde werden Samning genannt. Offizielle Schriftsprache ist wie in vielen Kommunen in Vestland Nynorsk, die weniger weit verbreitete der beiden norwegischen Sprachformen.
| Jahr          | 1986 | 1990 | 1995 | 2000 | 2005 | 2010 | 2015 | 2020 | 2025 |
| ------------- | ---- | ---- | ---- | ---- | ---- | ---- | ---- | ---- | ---- |
| Einwohnerzahl | 2383 | 2412 | 2386 | 2282 | 2322 | 2375 | 2443 | 2485 | 2491 |

## Geschichte
Die Kommune entstand zum 1. Januar 1907, als Samnanger mit damals 3025 Einwohnern von Os abgespalten worden ist. Os verblieb mit 3188 Einwohnern.
Bis zum 31. Dezember 2019 gehörte Samnanger der damaligen Provinz Hordaland an. Sie ging im Zuge der Regionalreform in Norwegen in die zum 1. Januar 2020 neu geschaffene Provinz Vestland über.
In der Kommune liegen mit der Ådland kyrkje und der Haga kyrkje zwei Kirchen. Erstere ist eine Holzkirche aus dem Jahr 1851 und wird auch Samnanger kirke genannt. Die Haga kyrkje wurde 1995 fertiggestellt. Auch sie wurde in Holz erbaut. Des Weiteren gibt es in der Gemeinde Funde von einer Stabkirche, die im 12. Jahrhundert erbaut worden sein soll.

## Wirtschaft und Infrastruktur

### Verkehr
Von der Kommune führt der Fylkesvei 49 in südlicher Richtung nach Samnanger. In Samnanger knickt die Straße schließlich in den Osten ab und verläuft am Nord- und später am Ostufer des Samnangerfjords nach Haga. Von Haga führt der Fylkesvei 49 durch einen Tunnel Richtung Südosten an das Südwestufer des Frølandsvatnet. Dort mündet der Fylkesvei 48 in den Fylkesvei 49. Der Fylkesvei 48 verläuft zuvor von Süden kommend am Ostufer des Samnangerfjords durch die Kommune. Bevor die Straße Tysse erreicht befindet sich der Straßentunnel Tyssetunellen auf ihrer Strecke. Bei Tysse knickt sie schließlich zum Frølandsvatnet in den Osten ab. Der Fylkesvei 49 führt ab der Einmündung des Fylkesvei 48 weiter in den Osten. Die Verbindung entlang des Fjords zwischen Tysse und Haga stellt der Fylkesvei 5132 her. Am Westufer des Fjords befindet sich der Fylkesvei 579.

### Wirtschaft

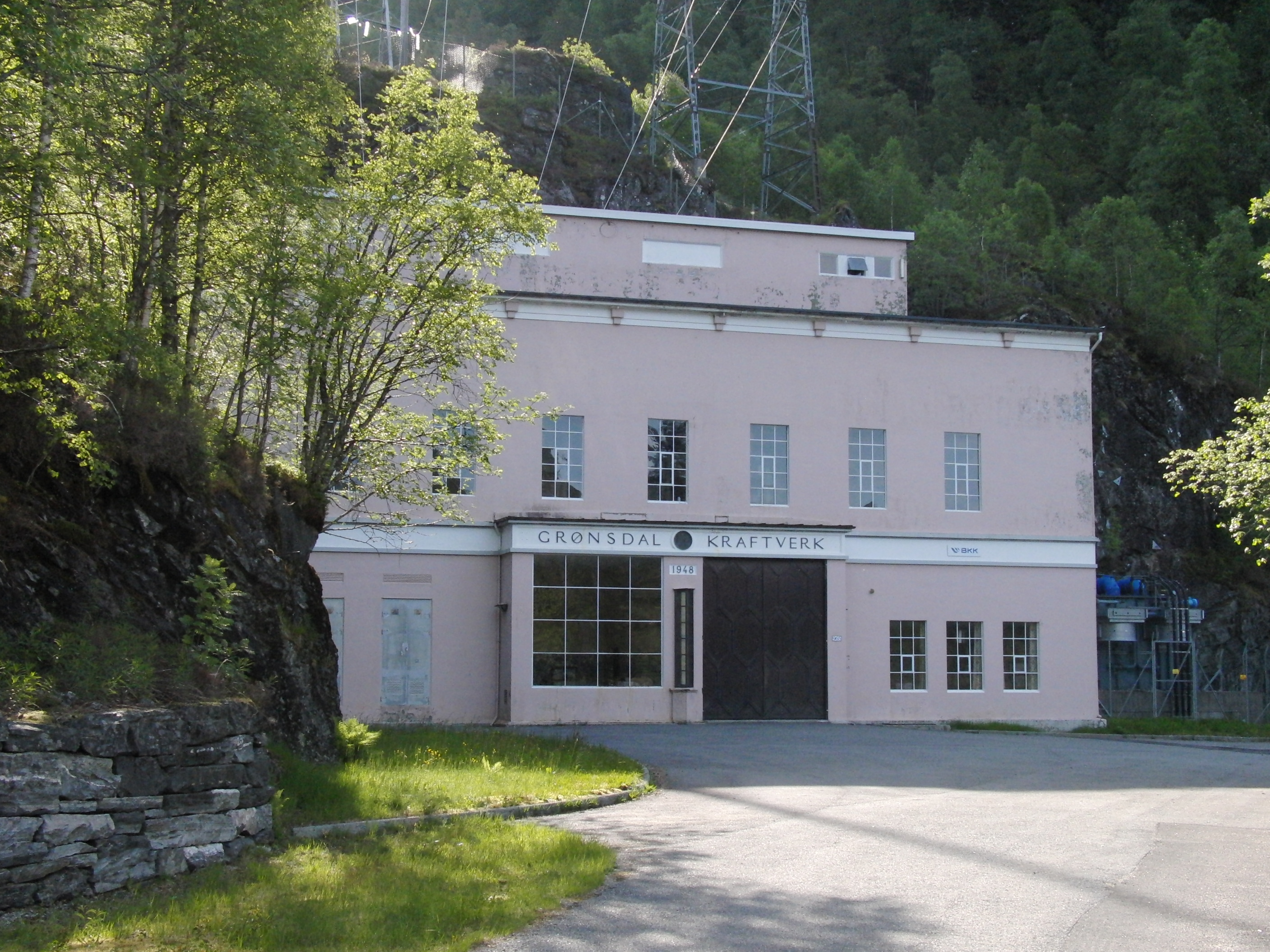
Kraftwerk Grønsdal

Neben der Verwaltung gehört die Industrie zu einem wichtigen Arbeitgeber in der Kommune. Lange Zeit war dabei die Textilindustrie von großer Bedeutung. Im Jahr 2013 wurde jedoch die in Tysse ansässige Produktion des Textilproduzenten Safa fabrikker nach Litauen verlagert. Eine geringere Rolle spielt für die Lokalwirtschaft die Landwirtschaft. Es werden vor allem Schafe und Rinder gehalten und der Großteil der landwirtschaftlich genutzten Fläche dient als Wiesen und Weiden. Vor allem im Osten der Kommune ist der Skitourismus verbreitet. In der Gemeinde befinden sich mehrere Wasserkraftwerke. Das im Jahr 1984 in Betrieb genommene Kraftwerk Kvittingen hatte bis 2010 eine mittlere Jahresproduktion von etwa 165 GWh. Es nutzt eine Fallhöhe von 251 Metern. Zwischen 1981 und 2010 eine mittlere Produktion von 155 GWh hatte das Kraftwerk Grønsdal. Im Jahr 2020 arbeiteten von etwa 1220 Arbeitstätigen nur 450 in Samnanger selbst, zirka genauso viele waren in der Nachbarkommune Bergen tätig. Über 100 weitere pendelten nach Bjørnafjorden.

## Name und Wappen
Das seit 1990 offizielle Wappen der Kommune zeigt auf rotem Hintergrund sechs goldene Tropfen, die zu einem Kreis angeordnet sind. Das Wappen soll auf die Bedeutung der Wasserkraft sowie einem ehemaligen Niederschlagsrekord eingehen. Der Name wurde vermutlich zunächst für den Fjrod genutzt. Der Namensbestandteil „-angr“ bedeutet „Bucht“ oder „Fjord“. Die Herkunft des ersten Teils des Namens ist nicht gesichert.

## Persönlichkeiten
- Anne Lise Ådnøy (* 1957), lutherische Geistliche, Bischöfin von Stavanger